# Franc Rodé
Franc Rodé, né le 23 septembre 1934 à Ljubljana en Slovénie, est un cardinal de l'Église catholique romaine, membre de la famille vincentienne (Lazaristes), et préfet émérite de la Congrégation pour les Instituts de vie consacrée et les Sociétés de vie apostolique depuis 2011.

## Biographie
Il fuit son pays natal avec sa famille à la fin de 1945 à cause de la prise de pouvoir des communistes et s'installe en Autriche. Il accompagne ensuite sa famille en Argentine en exil en 1948.

### Formation
C'est en 1952 qu'il entre chez les lazaristes argentins qui l'envoient faire ses études à Rome à l'université pontificale grégorienne, puis à l'institut catholique de Paris.
Franc Rodé est ordonné le 29 juin 1960 à Paris pour la Congrégation de la mission (lazaristes). Il est docteur en théologie en 1960.

### Prêtre
Après avoir accompli un premier ministère dans l'archidiocèse de Paris, il revient dans son pays natal en 1965 pour y devenir curé et enseigner la théologie fondamentale et la missiologie à la faculté de Ljubljana.
Il travaille ensuite à la curie romaine pour le secrétariat pour les non-croyants de 1978 à 1993, comme sous-secrétaire du conseil. 
Il organise notamment des sessions de dialogue avec les marxistes. 
Il est ensuite secrétaire du Conseil pontifical pour la culture, où il œuvre avec le cardinal Poupard.

### Évêque
Nommé archevêque de Ljubljana le 5 mars 1997, il est consacré le 6 avril suivant. Il obtient la signature d'un concordat en 2004.
Il oriente alors l'Église slovène vers un modèle largement capitaliste dont il résulte placements hasardeux aux effets qualifiés de désastreux avec notamment le krach de l'évêché de Maribor, obligeant le Vatican à y mettre de l'ordre.
Il revient ensuite à Rome où il est nommé préfet de la Congrégation pour les instituts de vie consacrée et les sociétés de vie apostolique, fonction qu'il occupe jusqu'au 4 janvier 2011, date à laquelle il se retire.

### Cardinal
Considéré comme conservateur, voire proche des lefebvristes, il est créé cardinal par Benoît XVI lors du consistoire du 24 mars 2006 avec le titre de cardinal-diacre de San Francesco Saverio alla Garbatella. Il ne rechigne pas alors à porter la cappa magna, dont le port est abandonné depuis le concile Vatican II, et est le premier à célébrer une messe de rite tridentin en la basilique Saint-Pierre. 
Au sein de la Curie romaine, il est en outre membre de la Congrégation pour le culte divin et la discipline des sacrements, de la Congrégation des évêques, de la Congrégation pour l'éducation catholique, de la Congrégation pour l'évangélisation des peuples,, du Conseil pontifical pour la culture et de la Commission pontificale « Ecclesia Dei ».
Franc Rodé est décrit par le vaticaniste Sandro Magister comme le « dernier grand protecteur » de la Légion du Christ et de son fondateur Marcial Maciel Degollado, accusé par d'autres d'avoir outrageusement dissimulé les affaires d'abus sexuels concernant ce dernier qu'il va jusqu'à absoudre. Ainsi à la mort de Marcial Maciel Degollado, en janvier 2008, le cardinal Franc Rodé lui rend un « vibrant hommage ».

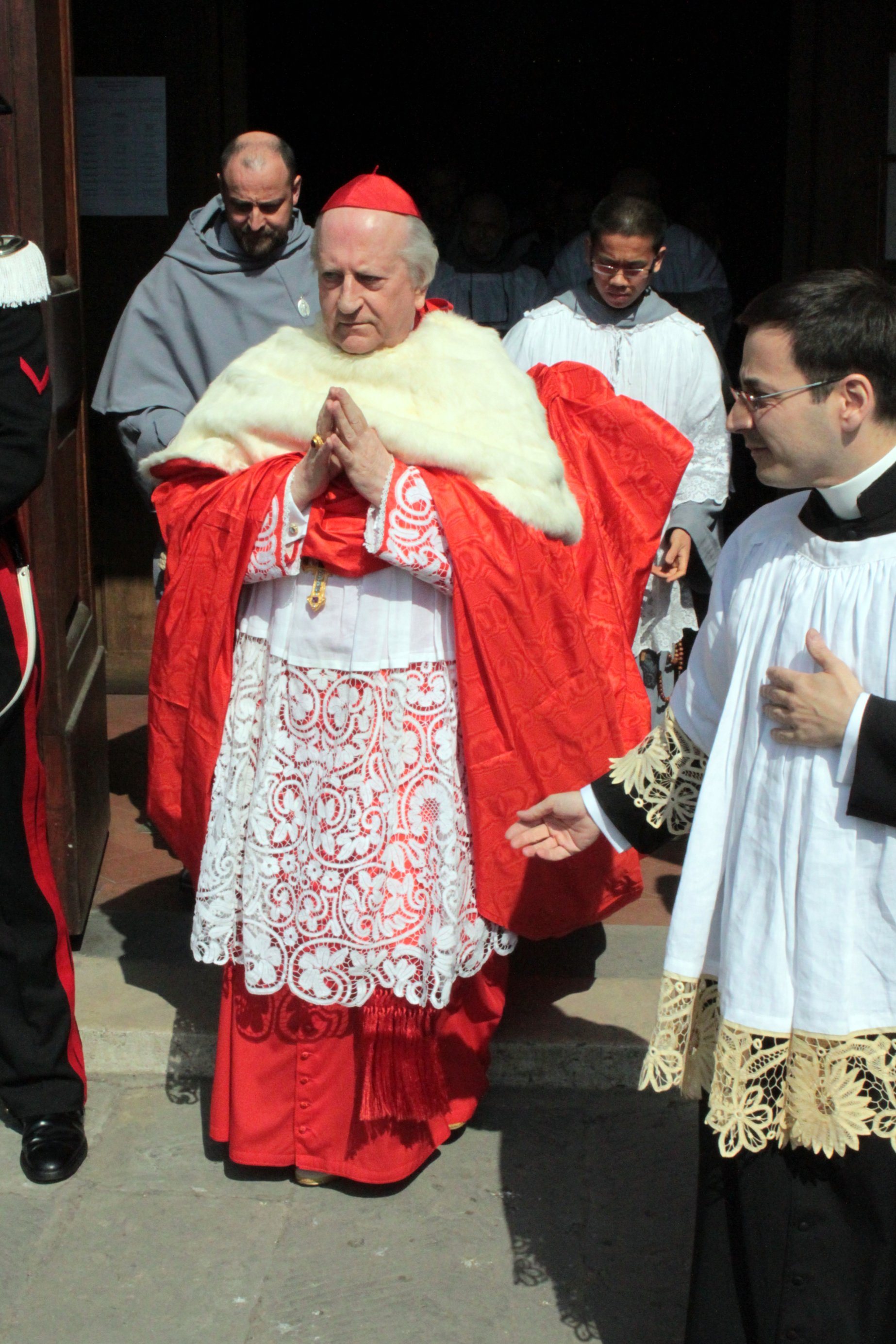
Franc Rodé portant une cappa magna (2010).

L'année suivante, Rodé estimant qu'« une certaine mentalité séculière s’est répandue parmi les familles religieuses [américaines], peut-être même un certain esprit féministe », il engage une enquête auprès des religieuses américaines qui est bientôt considérée comme une forme d'inquisition et suscite la colère aux États-Unis. Le second de Rodé est remplacé par le rédemptoriste américain Joseph Tobin dès 2010, qui s'attache à une « stratégie de réconciliation » avec les religieuses américaines et, l'année suivante, Rodé est remplacé à la tête de Congrégation pour les instituts de vie consacrée par le cardinal brésilien João Bráz de Aviz, jugé plus conciliant : l'enquête s'achève dans une atmosphère apaisée et sans aucune condamnation en 2017.
Il participe au conclave de 2013 qui voit l'élection du pape François. Considéré comme un relais des milieux capitalistes au sein de l'Église, Rodé critique le pape François en 2013 dans la presse slovène, le trouvant « trop à gauche ».
Il atteint les quatre-vingts ans le 23 septembre 2014, ce qui l'empêche de prendre part aux votes du conclave de 2025 (élection de Léon XIV).
Le lundi 20 juin 2016 au cours du consistoire ordinaire public convoqué par le pape François à l'occasion de l'annonce solennelle de prochaines canonisations, il est élevé à l'ordre des cardinaux-prêtres, et conserve son titre qui est élevé pro hac vice comme paroisse.

## Vie privée
En août 2012, Franc Rodé demande un test de paternité, un homme de 42 ans assurant être son fils. Sa mère affirme avoir eu une relation avec Franc Rodé quand ce dernier était professeur. Le test s'avère négatif.

## Succession apostolique
Franc Rodé a ordonné les évêques suivants :
- Évêque Andrej Glavan (en) (2000)
- Archevêque Mitja Leskovar (2020)